# Río Mayer
Le río Mayer est une rivière de Patagonie qui coule dans le département de Río Chico de la province de Santa Cruz, en Argentine, et dans la région Aisén del General Carlos Ibáñez del Campo, au Chili. C'est l'affluent principal du lac San Martín/O'Higgins.

## Géographie
Le río Mayer nait en Argentine, dans la cordillère des Andes près de la frontière chilienne, dans les montagnes qui séparent son bassin de celui du lac San Martín, et dont l'altitude atteint au maximum 2 099 m. Il reçoit une série de petits affluents dont la confluence lui donne naissance. Il prend alors la direction du nord-est puis du nord.
De la meseta de Carbón appelée souvent meseta de la Muerte, il reçoit venant du sud-est le río Carbón, qui lui donne ses eaux en rive droite. Il coule entre la meseta de la Muerte à l'est et la Sierra Sangra à l'ouest. Il reçoit alors de droite le río Tucu Tucu, lui-même grossi des eaux du río Potrancas. De gauche affluent les importants débits provenant de la Sierra Sangra, surtout les cours d'eau issus du monte Hatcher, tel le río Capón. Il reçoit encore de droite le río Ñires, qui collecte les eaux de la lagune Sterea, et de gauche le río Bello qui draine le lac Bello.
Continuant sa route vers le nord, il longe par l'ouest le Cerro Tetris ou Monte Tetris qui domine du haut de ses 2 045 m la Sierra de las Vacas. Parvenu aux abords de la frontière argentino-chilienne, il reçoit de droite son plus important affluent, le río Carrera, émissaire des lacs les plus importants du parc national Perito Moreno, puis franchit la frontière.   
Au Chili, il change brusquement d'orientation, après avoir reçu de droite l'émissaire d'une série de petits lacs andins, dont le lac Christie. Il fait alors un coude vers le sud et peu après, il se jette dans un des bras du lac binational San Martín/O'Higgins, aux environs de Villa O'Higgins. De là, ses eaux se retrouvent dans l'émissaire de ce lac, le río Pascua.
Son bassin versant a une superficie de plus ou moins 4 200 km2 dont 3 240 en Argentine.

## Affluents et sous-affluents
- Le río Tucu Tucu (rive droite)
- Le río Ñires, émissaire de la lagune Sterea (rive droite)
- Le río Carrera (rive droite), émissaire d'une chaîne de lacs : le lac Volcán, le lac Belgrano, le lac Azara et le lac Nansen. Il se jette dans le río Mayer peu avant le franchissement de la frontière chilienne par ce dernier 
  - Le río Volcán est l'émissaire du lac Volcán qui reçoit principalement les eaux du versant sud du mont San Lorenzo (3 706 mètres d'altitude), ainsi que celles du lac Península, lui-même alimenté par les eaux du lac Mogote. Le río Volcán se jette dans le lac Belgrano.